# Mariah Buzolin
Mariah Buzolin Oliveira (Campinas, São Paulo; 3 de febrero de 1991) es una actriz brasileña, más conocida por su papel en la popular serie de Disney Channel, JONAS y también más conocida por su papel de Beth en Hotel For Dogs, como Maya Mercado de All My Children y como Zoe Méndez en la serie de televisión de ABC Family, Jane by Design en varios episodios.

## Vida y carrera
Es la menor de dos hijos. Sus padres la llamaron Mariah Buzolin Oliveira pero a veces es acreditada como Mariah Moore en varias películas. A la edad de seis años, se mudó a Chicago con su familia, donde en menos de tres meses, ya hablaba con fluidez en el idioma. En 2003, sus oportunidades profesionales primero comenzaron a aparecer cuando ganó un concurso de modas, compitiendo contra cientos de otras niñas en todo el país. Se mudó a Los Ángeles en 2006, después de conseguir la atención de varios agentes y agencias. 
Comenzó su carrera como actriz en 2007 cuando interpretó a Sara en Fallout y también interpretó a Mary en The Faithful junto a la estrella de Aliens in the Attic, Austin Butler. También tuvo una aparición en la serie de Nickelodeon Zoey 101 como Brooke Margolin. En 2009, interpretó a Beth en la película de comedia, Hotel For Dogs junto a Emma Roberts y Jake T. Austin. Se hizo conocida por su papel de Angelina en la serie de Disney Channel, JONAS.
En 2012 fue actriz invitada en la serie de Nickelodeon Hollywood Heights y consiguió un papel como Zoe Méndez en Jane by Design.

## Filmografía
| Año  | Título            | Personaje       | Notas                             |
| ---- | ----------------- | --------------- | --------------------------------- |
| 2007 | Fallout           | Sara            | Corto                             |
| 2007 | The Faithful      | Mary            | Episodio: "Quinn Misses the Mark" |
| 2008 | Zoey 101          | Brooke Margolin |                                   |
| 2009 | Hotel For Dogs    | Beth            |                                   |
| 2009 | JONAS             | Angelina        | Episodio: "That Ding You Do"      |
| 2010 | Lie To Me         | Ashley          | Episodio: "The Royal We"          |
| 2010 | Glory Daze        | Co-Ed           | Episodio: "Piloto"                |
| 2011 | All My Children   | Maya Mercado    | 46 episodios                      |
| 2011 | CSI: NY           | Annie           | Episodio: "Get Me Out of Here!"   |
| 2011 | Christmas Spirit  | Allison         | Película de televisión            |
| 2012 | Jane by Design    | Zoe Mendez      | Rol recurrente (7 episodios)      |
| 2012 | Hollywood Heights | Nicole          | Serie de televisión               |